# Dionysia lurorum
Dionysia lurorum är en viveväxtart som beskrevs av Per Wendelbo 1980. Dionysia lurorum ingår i dionysosvivesläktet som ingår i familjen viveväxter. Inga underarter finns listade i Catalogue of Life.
Synonymen Dionysia aubrietioides baserades på ett exemplar som växt i skugga, men vid odlingar och närmare undersökningar visade det sig att den var identisk med Dionysia lurorum.

## Bilder

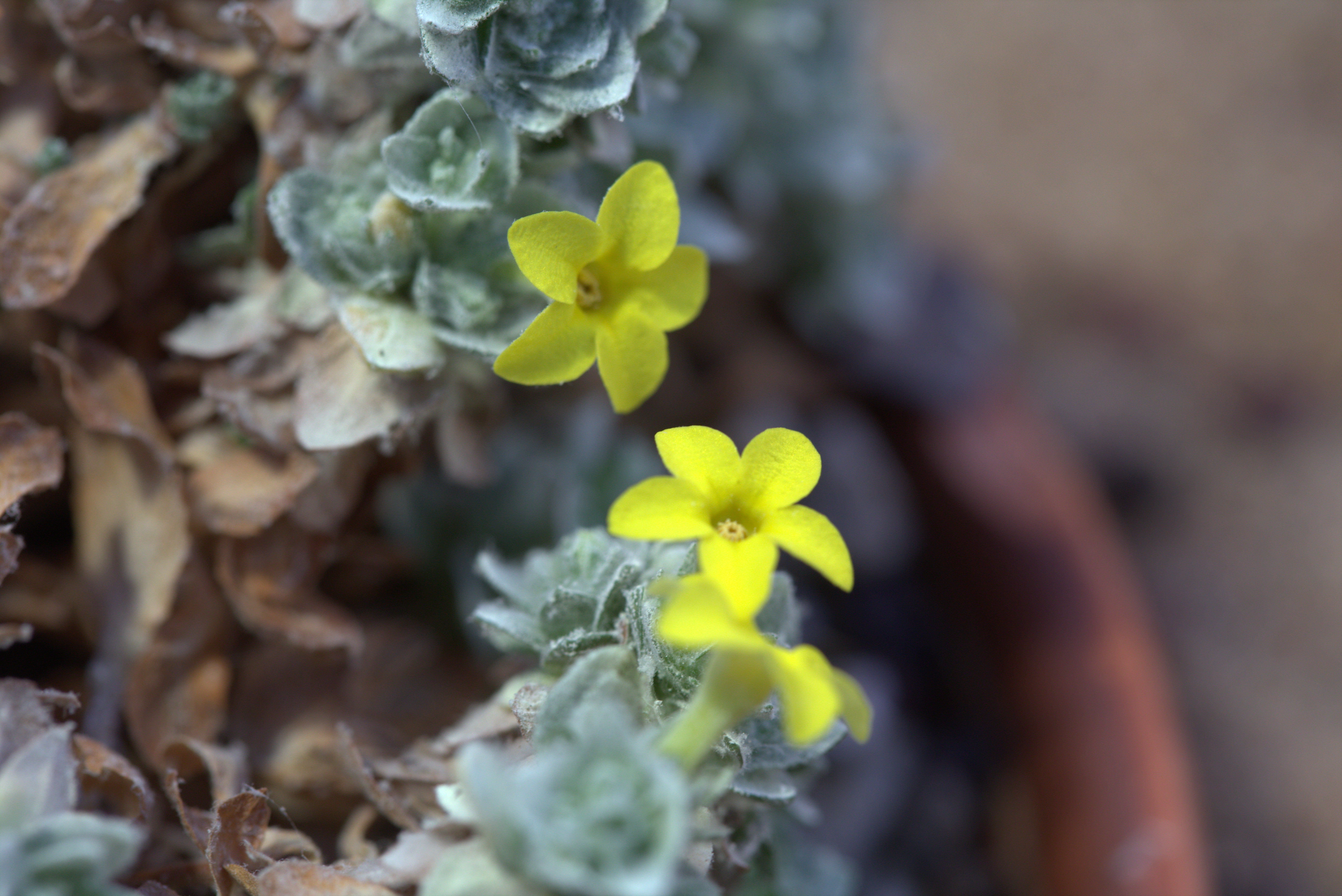